# Maitland (rivier in West-Australië)
De Maitland is een rivier in de regio Pilbara in West-Australië.

## Geschiedenis
De oorspronkelijke bewoners van het stroomgebied van de rivier zijn de Ngaluma Aborigines. De eerste Europeaan die de rivier ontdekte was de ontdekkingsreiziger Francis Thomas Gregory tijdens een expeditie in 1861. Gregory vernoemde de rivier naar Maitland Brown die als vrijwilliger deel nam aan de expeditie.
In 2004 beschadigde een vloedgolf volgend op de orkaan Monthy de brug die onderdeel uitmaakt van de North West Coastal Highway en de Maitland overbrugd.

## Geografie
De rivier Maitland ontspringt nabij Zebra Hill in de Chichesterheuvels en stroomt in noordwestelijke richting. De rivier stroomt onder de North West Coastal Highway door ten zuiden van Karratha en mondt vervolgens uit in de Indische Oceaan. De rivier stroomt langs een aantal permanente en semipermanente poelen waaronder:
- Miaree Pool
- Toorare Pool
- Charrowie Pool

De rivier wordt gevoed door onder meer volgende vier waterlopen:
- Four Mile Creek
- Cockatoo Creek
- Munni Munni Creek
- Corringer Creek.